# Fernand Van Rymenant
Fernand Van Rymenant (Aarschot, 6 ottobre 1943 – Lovanio, 3 ottobre 2011) è stato un ciclista su strada e ciclocrossista belga.

## Carriera
Nipote di August Van Rymenant, fu professionista tra il 1968 e il 1974; su strada ottenne due vittorie nella categoria, oltre a un terzo e un secondo posto alla Gullegem Koerse, rispettivamente nel 1971 e nel 1973, e al secondo posto al Grote 1 Mei-Prijs nel 1972.
Negli ultimi anni di carriera fu attivo nel ciclocross; in questa disciplina corse con la Hertekamp, nella quale fu compagno di squadra di Eric De Vlaeminck e René De Clercq.

## Palmarès

### Altri successi
- 1962

Machelen
Pamel
Anderlecht
- 1965

Sint-Christoffel prijs
Lembeek
- 1970

Grote Prijs Dulieu
Criterium di Sint-Katelijne-Waver
- 1971

Omloop van Walderen
- 1972

Criterium di Gellik

## Piazzamenti

### Competizioni mondiali
- Campionati del mondo

Lasarte-Oria 1965 - In linea Dilettanti: 13º